# Post-SG Thorn
Die Post-SG Thorn war während des Zweiten Weltkriegs ein deutscher Fußballverein aus der Stadt Thorn (poln. Toruń) im besetzten Polen.

## Geschichte
Die Post-SG trat in der Saison 1941/42 in der 1. Klasse Danzig-Westpreußen innerhalb des Bezirks 3 Bromberg in der Staffel B an. Zur Saison 1942/43 ging es für die Mannschaft dann in die Kreisgruppe Bromberg/Thorn. Nach der Saison 1943/44 stand die Mannschaft dann nach fünf gespielten Spielen mit 5:5 Punkten auf dem ersten Platz der Tabelle und qualifizierte sich damit für die Aufstiegsrunde in der Abteilung B zur Gauliga Danzig-Westpreußen der kommenden Saison. Bedingt durch den zweiten Platz der Tabelle innerhalb der Runde konnte sich die Mannschaft dann nicht direkt qualifizieren. Trotzdem konnte die Mannschaft dann in der Saison 1944/45 an der Gauliga teilnehmen. In der Gauklasse Staffel IV Bromberg wurde dann aber gar kein Spielbetrieb mehr angefangen.
Am Ende des Zweiten Weltkriegs fiel Toruń bzw. Thorn wieder an Polen. Der Verein wurde aufgelöst.